# Phuong Soksana
Phuong Soksana (sinh ngày 2 tháng 3 năm 1992 ở Campuchia) là một cầu thủ bóng đá cho National Defense Ministry ở Giải bóng đá vô địch quốc gia Campuchia.
Anh từng đại diện Campuchia thi đấu quốc tế.

## Bàn thắng quốc tế
| #  | Ngày                | Địa điểm                                             | Đối thủ    | Tỉ số | Kết quả | Giải đấu |
| -- | ------------------- | ---------------------------------------------------- | ---------- | ----- | ------- | -------- |
| 1. | 29 tháng 5 năm 2016 | Sân vận động Olympic Quốc gia Phnôm Pênh, Phnôm Pênh | Đông Timor | 1–0   | 2–0     | Giao hữu |

## Danh hiệu

### Câu lạc bộ
National Defense Ministry
- Hun Sen Cup: 2010, 2016